# Podlehnik
Podlehnik – wieś w Słowenii, w gminie Podlehnik. W 2018 roku liczyła 378 mieszkańców.